# Asura chromatica
Asura chromatica är en fjärilsart som beskrevs av Swinhoe 1891. Asura chromatica ingår i släktet Asura och familjen björnspinnare. Inga underarter finns listade i Catalogue of Life.